# Деканат Рехниц
Деканат Рехниц — деканат католической епархии Айзенштадт.
Деканат  включает в себя 14 приходов.

## Приходы с церковными зданиями
| Приход — Pfarre                                 | Святой покровитель — Patrozinium                                      | Церковное здание — Kirchengebäude                                      | Изображение — Bild                        |
| Вайден-бай-Рехниц (Weiden bei Rechnitz)         | Ян Непомуцкий (Hl. Johannes Nepomuk)                                  | Приходская церковь Вайден-бай-Рехниц (Pfarrkirche Weiden bei Rechnitz) | Приходская церковь Вайден-бай-Рехниц      |
| Гроспетерсдорф (Großpetersdorf)                 | Архангел Михаил (Hl. Michael)                                         | Приходская церковь Гроспетерсдорф (Pfarrkirche Großpetersdorf)         | Приходская церковь                        |
| Дюрнбах (Шахендорф) (Dürnbach)                  | Вознесение Девы Марии, Мартин Турский (Maria Heimsuchung, Hl. Martin) | Приходская церковь Дюрнбах (Pfarrkirche Dürnbach)                      | Приходская церковь Дюрнбах                |
| Кирхфидиш (Kirchfidisch)                        | Святой Пётр и святой Павел (Hll. Petrus und Paulus)                   | Приходская церковь Кирхфидиш (Pfarrkirche Kirchfidisch)                | Приходская церковь Кирхфидиш              |
| Маркт-Нойходис (Markt Neuhodis)                 | Иоанн Креститель (Hl. Johannes der Täufer)                            | Приходская церковь Маркт-Нойходис (Pfarrkirche Markt Neuhodis)         | Приходская церковь Маркт-Нойходис         |
| Мишендорф (Mischendorf)                         | Ласло I Святой (Hl. Ladislaus)                                        | Приходская церковь Мишендорф (Pfarrkirche Mischendorf)                 | Приходская церковь Мишендорф              |
| Ноймаркт-им-Таухенталь (Neumarkt im Tauchental) | Николай Чудотворец (Hl. Nikolaus)                                     | Приходская церковь Ноймаркт-им-Таухенталь (Pfarrkirche hl. Nikolaus)   | Приходская церковь Ноймаркт-им-Таухенталь |
| Оберкольштеттен (Oberkohlstätten)               | Леонард Лиможский (Hl. Leonhard)                                      | Приходская церковь Оберкольштеттен (Pfarrkirche Oberkohlstätten)       | Приходская церковь Оберкольштеттен        |
| Рехниц (Rechnitz)                               | Екатерина Александрийская (Hl. Katharina)                             | Приходская церковь Рехниц (Pfarrkirche hl. Katharina)                  | Католическая церковь Рехниц               |
| Ханнерсдорф (Hannersdorf)                       | Рождество Пресвятой Богородицы (Mariä Geburt)                         | Приходская церковь Ханнерсдорф (Pfarrkirche Hannersdorf)               | Приходская церковь Ханнерсдорф            |
| Шандорф (Schandorf)                             | Святая Анна (Hl. Anna)                                                | Приходская церковь Шандорф (Pfarrkirche Schandorf)                     | Приходская церковь Шандорф                |
| Шахендорф (Schachendorf)                        | Мартин Турский (Hl. Martin)                                           | Приходская церковь Шахендорф (Pfarrkirche Schachendorf)                | Церковь Шахендорф                         |
| Штадтшлайнинг (Stadtschlaining)                 | Иосиф Обручник (Hl. Josef)                                            | Приходская церковь Иосифа Обручника (Pfarrkirche hl. Josef)            | Католическая церковь Штадтшлайнинг        |
| Ябинг (Jabing)                                  | Святая Анна (Hl. Anna)                                                | Приходская церковь Ябинг (Pfarrkirche Jabing)                          | Приходская церковь Ябинг                  |

## Внешние ссылки
- Официальный сайт епархии Айзенштадта  (нем.)
- Информация об епархии Айзенштадта  (англ.)
- Диоцез Айзенштадт  (нем.)
- Диоцез Айзенштадт (обзорная информация)  (нем.)
- Деканаты диоцеза Айзенштадт Dekanate  (нем.)
- Приходы диоцеза Айзенштадт Pfarren  (нем.)